# Rothalsralle
Die Rothalsralle (Laterallus melanophaius; Syn.: Rallus melanophaius) ist eine Vogelart aus der Familie der Rallen (Rallidae), die in Kolumbien, Venezuela, Guyana, Suriname, Französisch-Guayana, Ecuador, Peru, Brasilien, Bolivien, Paraguay, Argentinien und Uruguay. Der Bestand wird von der IUCN als nicht gefährdet (Least Concern) eingeschätzt.

## Merkmale
Das Rothalsralle erreicht ein Körpergewicht von 53 zu 60 g bei einer Körperlänge von etwa 14 bis 18 cm. Es besteht kein Geschlechtsdimorphismus. Die gesamte Oberseite ist dunkel olivbraun. Die Zügel die Federn um das Auge und oft der Überaugenstreif haben eine graue Färbung. Die Ohrdecken, die Seiten des Kopfs und die Brust sind rötlich bis zimtfarben rötlich. Die Flügeldecken sind olivbraun. Die Kehle und die Mitte der Brust, sowie der Bauch sind weiß. Die Flanken und der Bauch sind mit schwärzlich braun und weißen Bändern gezeichnet. Die Unterschwanzdecken sind dunkel zimtfarben rötlich. Die Iris ist braun bis hell rot. Der Oberschnabel ist grau, die Schnabelkante und der Unterschnabel erbsengrün und die Spitze weißlich. Beine und Füße sind hell graubraun bis olivbraun.

## Lautäußerungen
Die Laute der Rothalsralle wird als Geschnatter oder zähes musikalisches Geträller beschrieben. Dies klingt ähnlich wie in den meisten Arten der Gattung Laterallus. Im Großen und Ganzen klingt der Gesang melodischer als beispielsweise bei der Amazonasralle (Laterallus exilis) oder der Amazonienralle (Rufirallus viridis). Zu ihren Rufen gehören hoch klingende Rufe und ein kurzer triiing-Ton, sowie ein rauer absteigender tschrir-Ton.

## Fortpflanzung
Die Rothalsralle scheint zumindest in Gefangenschaft monogam zu sein. Das Nest hat eine kugelförmige Struktur mit einem seitlichen Eingang. Dieses wird auf oder knapp über feuchtem Boden oder Wasser platziert. Das Nest besteht aus Blättern und wird ausgelegt mit zerkleinertem Laub oder Federn. Der äußere Durchmesser ist 17 bis 22 mal 14 bis 18 Zentimeter. Der Eingang ist 6,5 bis 7 Zentimeter hoch und der Innenraum 9 Zentimeter. Die Eier sind weiß oder cremefarben und haben braune und rötliche Flecken. Meist sind die Flecken am dickeren Ende des Eis zu finden. Die Brutzeit beträgt 19,5 bis 20 Tage. Die Küken verlassen bereits nach vier Tagen das Nest. In Argentinien wurden Nester im späten September und im Oktober entdeckt.

## Verhalten und Ernährung
Sehr wenig Informationen zum Ernährungsverhalten der Rothalsralle liegen vor. Wahrscheinlich ernährt sie sich von Insekten. Der Mageninhalt von Exemplaren aus Suriname enthielten Spinnen und Insekten. Darunter waren Rüsselkäfer, Schnabelkerfen und Gleichflügler. Auch Samen und Blätter gehören zu ihrer Ernährung. Die Nahrung sucht sie am Boden, meist in dichter Grasvegetation. Manchmal sucht sie auch Futter in offenerem Gelände. Hier watet sie entlang matschiger Teich- und Seerändern. Sie bleibt dabei immer in der Nähe von schützendem Dickicht. Kleine Wirbellose pickt sie aus dem Schlamm und aus der Vegetation. Außerdem klettert sie im hohen Gras und in kleinen Büschen herum. Dieses Kletteraktionen sind meist mit Gesang verbunden. Vermutlich ist sie eher ein Einzelgänger.

## Verbreitung und Lebensraum

Verbreitungsgebiet (grün) der Rothalsralle

Die Rothalsralle bewegt sich in Süßwassersümpfen, grasbewachsenen Sümpfen mit vereinzelten Büschen, an Altwasser, um Teiche und an überschwemmten Stellen in Weideland. Sehr wahrscheinlich ist sie in den Sümpfen und an den Flussufern im nördlichen Verbreitungsgebiet unterwegs, sowie in Schilfgebieten mit Rohrkolben.

## Unterarten
Es sind folgende Unterarten bekannt:
- Laterallus melanophaius oenops (Sclater, PL & Salvin, 1880)[3] kommt im südöstlichen Kolumbien, dem östlichen Ecuador und dem östlichen Peru sowie dem westlichen Brasilien vor. Die Unterart ähnelt der Nominatform, doch ist die Obewrseite blasser. Der vordere Oberkopf und der Bereich hinter dem Auge ist rötlich bzw. stark ausgewaschen rötlich.[1]
- Laterallus melanophaius melanophaius (Vieillot, 1819)[4] ist im nordöstlichen Venezuela über Suriname südlich bis ins nördliche Argentinien verbreitet.

## Etymologie und Forschungsgeschichte
Die Erstbeschreibung der Rothalsralle erfolgte 1819 durch Louis Pierre Vieillot unter dem wissenschaftlichen Namen Rallus melanophaius. Das Typusexemplar stammte aus Paraguay, wobei Vieillot sich auf Ypacahá del pardo obscuro von Félix de Azara bezog. 1855 führte George Robert Gray die neue Gattung Laterallus ein. Allerdings referenzierte Gray auf Laterallus Bonaparte, 1854). Bonapartes Name muss als Nomen nudum nach den Internationalen Regeln für die Zoologische Nomenklatur betrachtet werden, da Bonaparte weder eine Art für die Gattung nannte, noch eine Beschreibung der Charakteristika des Vogels. Eine weitere Problematik hinsichtlich des Gattungsnamens analysierte James Lee Peters, der Laterallus Priorität über Creciscus Cabanis, 1857 zusprach. Dieser Begriff ist ein Wortgebilde aus lateinisch lateralis, latus ‚an der Seite, Seite‘ und vermutlich dem Französischen Rasle, Râle für die Ralle. Der Artname melanophaius ist ein Wortgebilde aus μελας, μελανος melas, melanos, deutsch ‚schwarz‘ und φαιος phaios, deutsch ‚grau‘. Oenops leitet sich von οινος, ωψ, ωπος oinos, ōps, ōpos, deutsch ‚Wein, Auge‘ ab. Alfred Laubmann hatte für sein Werk Die Vögel von Paraguay einen Balg, gesammelt von Georg Wieninger in Bernalcue und Concepción, zur Verfügung. In der Literatur sah er nur Referenzen auf Azara. Laubmann verwies darauf, dass Carl Eduard Hellmayr Crex lateralis Lichtenstein, 1823 als potentielle Unterart betrachtete. Creciscus melanophaius macconnellli Cubb, 1916 wurde von Hellmayr als Synonym zur Nominatform betrachtet. Lateralis bedeutet lateinisch lateralis, latus ‚an der Seite, Seite‘. Macconnelli ist Frederick Vavasour McConnell (1868–1914) gewidmet.